# Ryder Cup 2004
Ryder Cup 2004 var den 35:e upplagan av matchspelstävlingen i golf som spelas mellan USA och Europa. 2004 års match spelades 17 - 19 september på Oakland Hills Country Club i Bloomfield Township, Michigan. Europa var titelförsvarare efter att 2002 ha vunnit på The Belfry i England.

## Format
Tävlingen bestod av 28 matcher, fördelade på tre dagar (fredag - söndag) enligt följande:
- Dag 1 Fyra fyrboll-matcher på förmiddagen, följt av fyra foursome-matcher på eftermiddagen
- Dag 2 Fyra fyrboll-matcher på förmiddagen, följt av fyra foursome-matcher på eftermiddagen
- Dag 3 Tolv singelmatcher

En vunnen match ger 1 poäng, medan en oavgjord match ger ½ poäng. Laget som först når 14½ poäng har vunnit.

## Lagen
De båda lagen använde sig av olika poängsysten för att avgöra vilka 10 spelare som skulle bli direktkvalificerade till laget. Därutöver fick de båda kaptenerna, Hal Sutton och Bernhard Langer, välja ytterligare två spelare var för att göra lagen kompletta.
| Europa Kapten: Bernhard Langer    |               |
| Namn                              | Världsranking |
| Pádraig Harrington                | 8             |
| Sergio García                     | 12            |
| Darren Clarke                     | 15            |
| Miguel Ángel Jiménez              | 20            |
| Paul Casey                        | 27            |
| Luke Donald (kaptenens val)       | 36            |
| Lee Westwood                      | 41            |
| Thomas Levet                      | 43            |
| Ian Poulter                       | 60            |
| Colin Montgomerie (kaptenens val) | 62            |
| Paul McGinley                     | 67            |
| David Howell                      | 68            |

| USA Kapten: Tom Lehman       |               |
| Namn                         | Världsranking |
| Tiger Woods                  | 2             |
| Phil Mickelson               | 4             |
| Davis Love III               | 6             |
| Stewart Cink (kaptenens val) | 10            |
| Jim Furyk                    | 11            |
| Chad Campbell                | 14            |
| Kenny Perry                  | 16            |
| Chris DiMarco                | 17            |
| David Toms                   | 22            |
| Jay Haas (kaptenens val)     | 23            |
| Chris Riley                  | 40            |
| Fred Funk                    | 59            |

Världsrankingen syftar på den senaste rankinglistan före Ryder Cup-veckan, alltså 12 september 2004 .

## Resultat

### Dag 1
| Fyrbollar                            | Fyrbollar | Fyrbollar | Fyrbollar | Fyrbollar                    |
| ------------------------------------ | --------- | --------- | --------- | ---------------------------- |
| Colin Montgomerie Pádraig Harrington | 2 & 1     |           |           | Tiger Woods Phil Mickelson   |
| Darren Clarke Miguel Ángel Jiménez   | 5 & 4     |           |           | Davis Love III Chad Campbell |
| Paul McGinley Luke Donald            |           | lika      |           | Stewart Cink Chris Riley     |
| Sergio García Lee Westwood           | 4 & 3     |           |           | David Toms Jim Furyk         |

| Foursomes                            | Foursomes | Foursomes | Foursomes | Foursomes                  |
| ------------------------------------ | --------- | --------- | --------- | -------------------------- |
| Thomas Levet Miguel Ángel Jiménez    |           |           | 3 & 2     | Jay Haas Chris DiMarco     |
| Pádraig Harrington Colin Montgomerie | 4 & 2     |           |           | Davis Love III Fred Funk   |
| Darren Clarke Lee Westwood           | 1 upp     |           |           | Phil Mickelson Tiger Woods |
| Luke Donald Sergio García            | 2 & 1     |           |           | Kenny Perry Stewart Cink   |

| Efter första dagen: | \| Europa \| 6½ \| 1½ \| USA \| |    |     |
| Europa              | 6½                              | 1½ | USA |

### Dag 2
| Fyrbollar                            | Fyrbollar | Fyrbollar | Fyrbollar | Fyrbollar                   |
| ------------------------------------ | --------- | --------- | --------- | --------------------------- |
| Sergio García Lee Westwood           |           | lika      |           | Jay Haas Chris DiMarco      |
| Darren Clarke Ian Poulter            |           |           | 4 & 3     | Chris Riley Tiger Woods     |
| Paul Casey David Howell              | 1 upp     |           |           | Chad Campbell Jim Furyk     |
| Pádraig Harrington Colin Montgomerie |           |           | 3 & 2     | Stewart Cink Davis Love III |

| Foursomes                         | Foursomes | Foursomes | Foursomes | Foursomes                  |
| --------------------------------- | --------- | --------- | --------- | -------------------------- |
| Darren Clarke Lee Westwood        | 5 & 4     |           |           | Jay Haas Chris DiMarco     |
| Miguel Ángel Jiménez Thomas Levet |           |           | 4 & 3     | Phil Mickelson David Toms  |
| Luke Donald Sergio García         | 1 upp     |           |           | Jim Furyk Fred Funk        |
| Pádraig Harrington Paul McGinley  | 4 & 3     |           |           | Davis Love III Tiger Woods |

| Efter andra dagen: | \| Europa \| 11 \| 5 \| USA \| |   |     |
| Europa             | 11                             | 5 | USA |

### Dag 3
| Singlar              | Singlar | Singlar | Singlar | Singlar        |
| -------------------- | ------- | ------- | ------- | -------------- |
| Paul Casey           |         |         | 3 & 2   | Tiger Woods    |
| Sergio García        | 3 & 2   |         |         | Phil Mickelson |
| Darren Clarke        |         | lika    |         | Davis Love III |
| David Howell         |         |         | 6 & 4   | Jim Furyk      |
| Lee Westwood         | 1 upp   |         |         | Kenny Perry    |
| Colin Montgomerie    | 1 upp   |         |         | David Toms     |
| Luke Donald          |         |         | 5 & 3   | Chad Campbell  |
| Miguel Ángel Jiménez |         |         | 1 upp   | Chris DiMarco  |
| Thomas Levet         | 1 upp   |         |         | Fred Funk      |
| Ian Poulter          | 3 & 2   |         |         | Chris Riley    |
| Pádraig Harrington   | 1 upp   |         |         | Jay Haas       |
| Paul McGinley        | 3 & 2   |         |         | Stewart Cink   |

| Slutställning: | \| Europa \| 18½ \| 9½ \| USA \| |    |     |
| Europa         | 18½                              | 9½ | USA |

Segermarginalen på 9 poäng är den största någonsin för Europa, och den största för något av lagen sedan 1981, då USA vann med samma siffror. Lee Westwood satte putten som garanterade Europa minst oavgjort, 14-14, och några minuter senare satte Colin Montgomerie putten som säkrade ointagliga 14½ poäng till Europa.